# Hans Heinrich von Fersen (General)

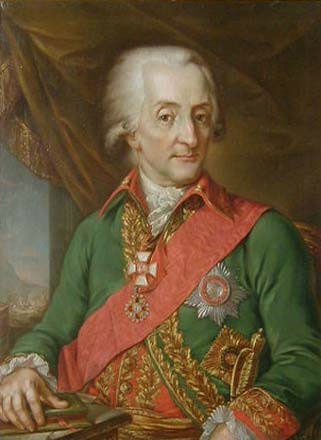
Ivan Fersen, Porträt von Andrei Ossipowitsch Schdanow (1795)

Hans Heinrich Freiherr von Fersen, seit 1795 Graf,  (russisch Иван Евстафьевич Ферзен Iwan Jewstafjewitsch Fersen; * um 1744; † 4. Julijul. / 16. Juli 1800greg. in Dubno) war ein russischer General der Infanterie.

## Leben

### Herkunft und Familie
Hans Heinrich entstammte dem freiherrlichen Zweig Ollustfer des baltischen Adelsgeschlechts von Fersen. Seine Eltern waren der livländische Landrat Carl Gustav von Fersen (1717–1790) und Dorothea, geborene Freiin von Schlippenbach (1725–1779). Hans Heinrich von Fersen vermählte sich 1777 in Reval mit Magdalena Elisabeth Freiin von Rehbinder (1758–1797). Aus der Ehe sind eine jung verstorbene Tochter und der spätere Kammerherr Karl Gustav von Fersen (1779–1825)  hervorgegangen, der die Linie fortsetzte.

### Militärkarriere
Fersen bestritt eine Offizierslaufbahn in der Kaiserlich Russischen Armee. 1760 war er Sergeant in einem Artillerie-Regiment, stieg 1762 zum Unterleutnant auf und wechselte später zur Infanterie, wo er 1769 seine Beförderung zum Kapitän erhielt.
Er nahm am Türkenkrieg teil, in dessen Verlauf er 1770 zum Seconde-Major avancierte und im selben Jahr mit dem St.-Georgs-Orden IV. Klasse ausgezeichnet wurde. 1771 stieg er zum Premier-Major und zum Oberstleutnant auf, erhielt 1775 den St.-Georgs-Orden III. Klasse.
Fersen war 1782 Brigadier und wurde 1784 zum Generalmajor befördert. Im Russisch-Schwedischen Krieg entschied er die Zweite Schärenschlacht am Svensksund durch Artilleriefeuer vor der Küste. Hierfür erhielt er als Auszeichnung den Ehrendegen.
Nach seiner 1791 erfolgten Beförderung zum Generalleutnant wurde er 1792 mit einem Korps zur Unterdrückung von Unruhen nach Litauen entsandt. Durch die Bildung einer Konföderation, die sich unter den Schutz Katharinas II. stellte, bereitete er die 2. Teilung Polens vor. Hierfür wiederum erhielt er den Alexander-Newski-Orden.
Im Polnischen Aufstand besiegte Fersen 1794 bei Maciejowice die deutlich unterlegenen, aber entschieden kämpfenden Polen und konnte den verwundeten Anführer Tadeusz Kościuszko gefangen nehmen. Dieser kriegsentscheidende Sieg brachte ihm den St.-Georgs-Orden II. Klasse ein. Nach der Erstürmung von Praga und der Entgegennahme  der Kapitulation der Polen wurde Fersen am 1. Januar 1795 in den russischen Grafenstand erhoben. Die Standeshebung war verbunden mit der Donierung umfangreicher Landgüter in Wolhynien.
Fersen war dann in den Jahren 1796/1797 Chef des Kiewer Grenadier-Regiments und in den Jahren 1797/1798 Direktor des Landkadettenkorps. 1798 erhielt er die Beförderung zum General der Infanterie, nahm im selben Jahr seinen Abschied und zog sich nach Dubno zurück. Neben seinen zwischen 1792 und 1795 erhaltenen Wolhynischen Gütern war er seit 1791 Erbherr auf Ollustfer in Estland, seit 1797 auf Neu-Karrishof sowie bereits seit 1792 Pfandbesitzer von Aimel, beide in Livland.